# Эшеврон
Эшевро́н (фр. Échevronne) — коммуна во Франции, находится в регионе Бургундия. Департамент коммуны — Кот-д’Ор. Входит в состав кантона Бон-Север. Округ коммуны — Бон.
Код INSEE коммуны — 21241.

## Население
Население коммуны на 2010 год составляло 282 человека.
| 1962 | 1968 | 1975 | 1982 | 1990 | 1999 | 2010 |
| ---- | ---- | ---- | ---- | ---- | ---- | ---- |
| 185  | 187  | 165  | 219  | 230  | 268  | 282  |

## Экономика
В 2010 году среди 178 человек трудоспособного возраста (15—64 лет) 129 были экономически активными, 49 — неактивными (показатель активности — 72,5 %, в 1999 году было 77,0 %). Из 129 активных жителей работали 125 человек (67 мужчин и 58 женщин), безработных было 4 (1 мужчина и 3 женщины). Среди 49 неактивных 20 человек были учениками или студентами, 21 — пенсионерами, 8 были неактивными по другим причинам.